# Microthlaspi granatense
Microthlaspi granatense là một loài thực vật có hoa trong họ Cải. Loài này được F.K. Meyer mô tả khoa học đầu tiên năm 1973.